# Улрих Томсен
Улрих Томсен (на датски: Ulrich Thomsen) е датски актьор.
Завършва Датската национална школа за съвременни танци и театър през 1993 г., след което свири в няколко театъра в Копенхаген – като Mungo Park и Østre Gasværks Teater. Дебютният му филм през 1994 г. е Nattevagten.

## Избрана филмография
- „Празненството“ („Festen“, 1998)
- „Само един свят не стига“ („The World Is Not Enough“, 1999)
- „Братя“ („Brødre“, 2004)
- „Ябълките на Адам“ („Adams æbler“, 2005)
- „Хитман“ („Hitman“, 2007)
- „Интернешънъл“ („The International“, 2009)
- „Нещото“ („The Thing“, 2011)